# Gemeentelijke Woningdienst Amsterdam

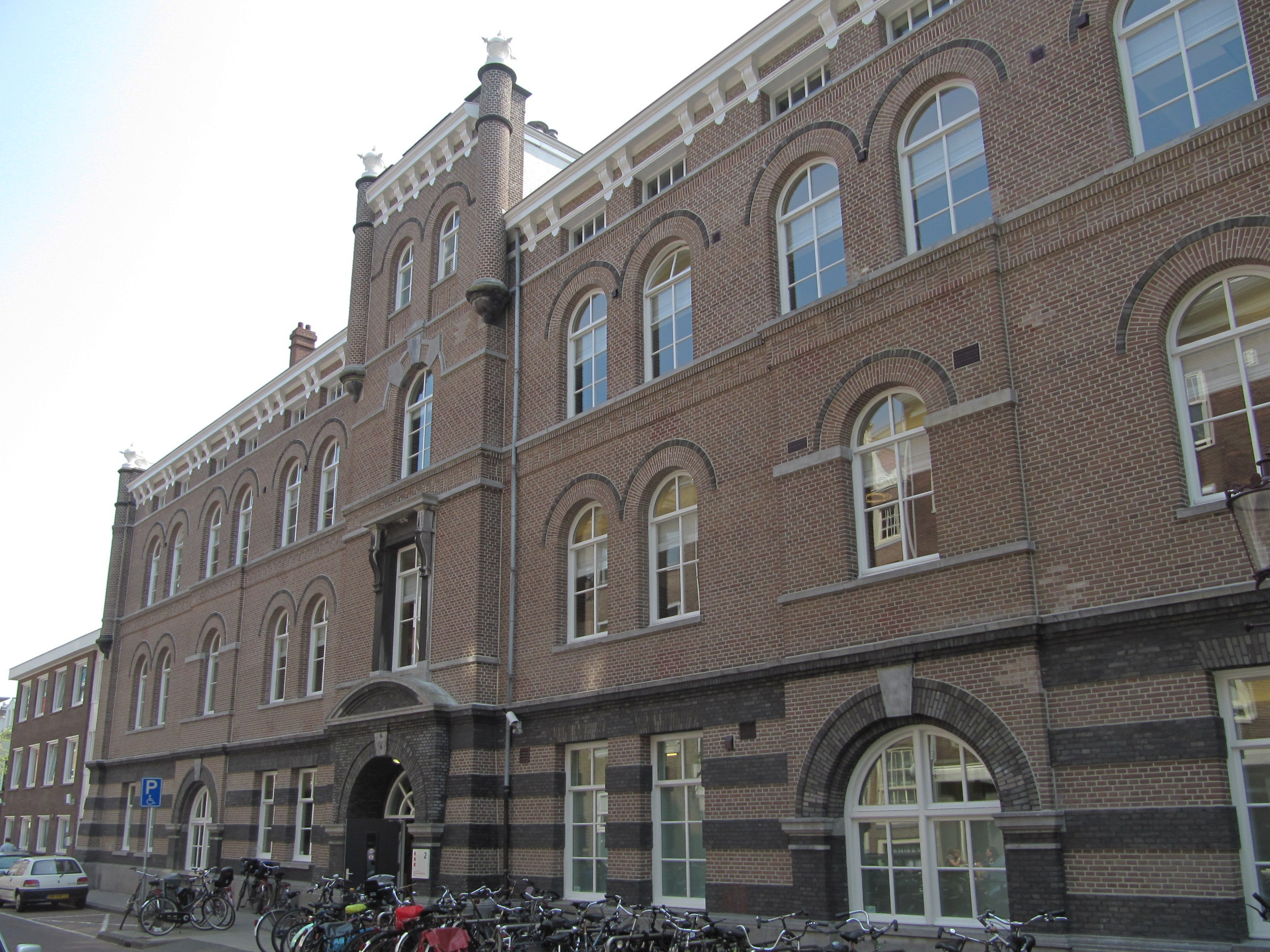
Eerste kantoor van de Bouw- en Woningdienst aan de Valckenierstraat, waar Keppler in 1915 begon.

De Gemeentelijke Woningdienst Amsterdam was een dienst van de gemeente Amsterdam, die in 1915 werd opgericht om goede en betaalbare volkswoningen te kunnen bieden aan de arbeidersklasse in Amsterdam. Deze groeide snel door de komst van grote groepen nieuwe arbeiders door industrialisatie, verstedelijking, en de langere levensduur als gevolg van hygiënischer levensomstandigheden en vooruitgang in de gezondheidszorg. De drijvende kracht achter de oprichting van de dienst was Arie Keppler, tevens eerste directeur tot 1937. De politieke steun en rugdekking van de SDAP-wethouders Salomon Rodrigues de Miranda en Floor Wibaut voor de visie en dadendrang van deze gemeentelijke dienst in de eerste 25 jaar van diens bestaan, mogen hierbij echter niet onvermeld blijven. In 1965 kwamen de taken terecht bij het Gemeentelijk Woningbedrijf Amsterdam.

## Woningen bouwen

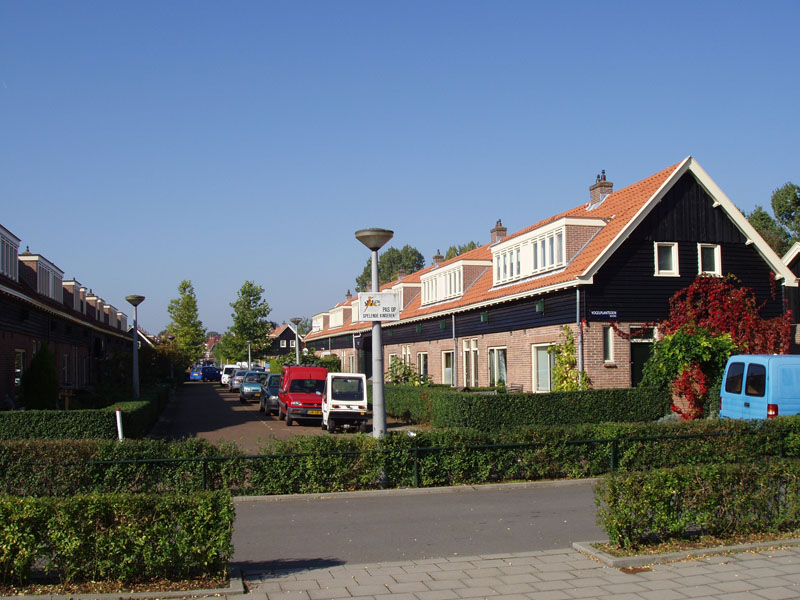
Lange Vogelstraat in Vogeldorp.

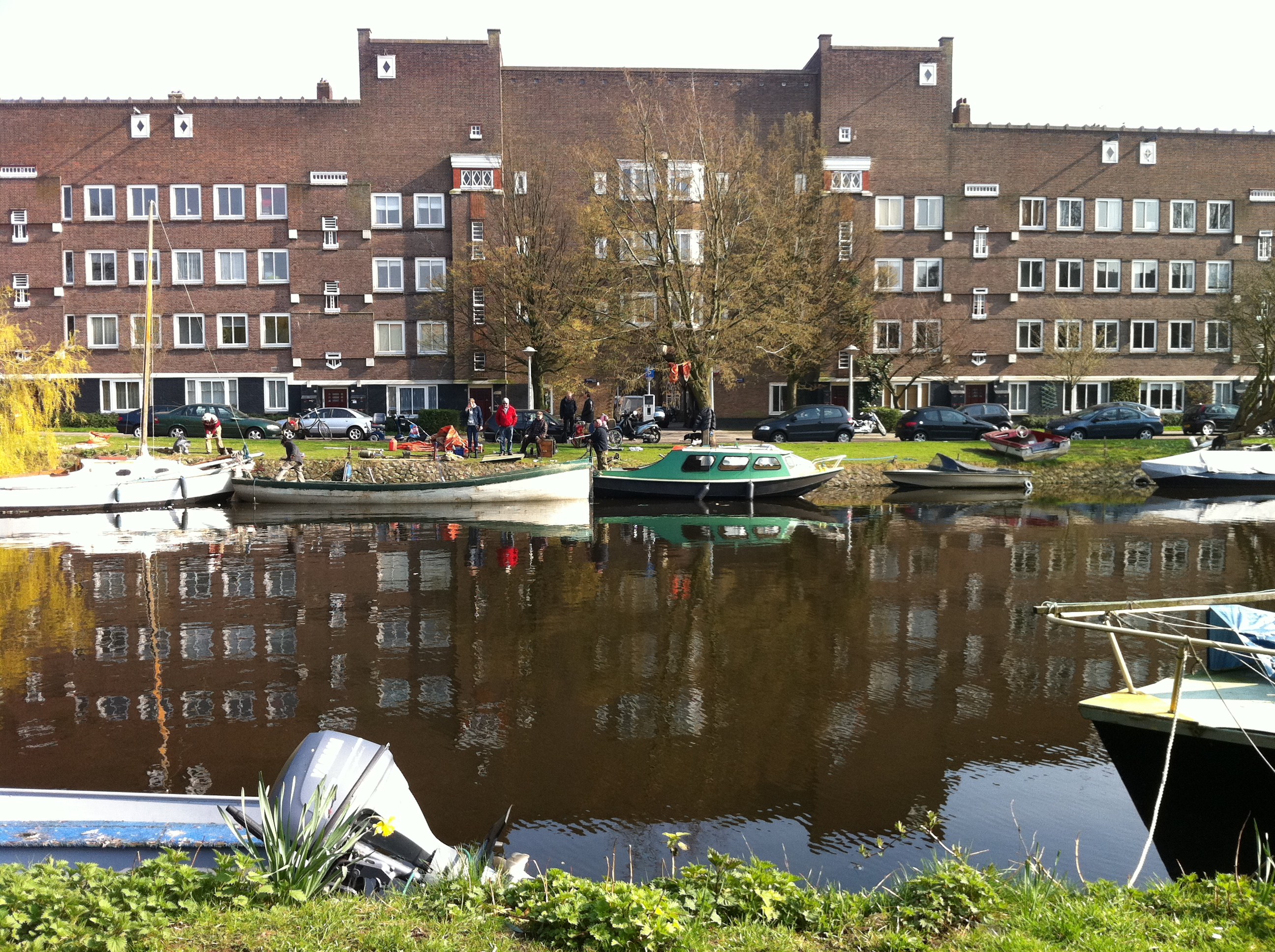
Het Olympia-complex, gezien vanaf de andere oever van het Noorder Amstelkanaal met zicht op Olympiakade.

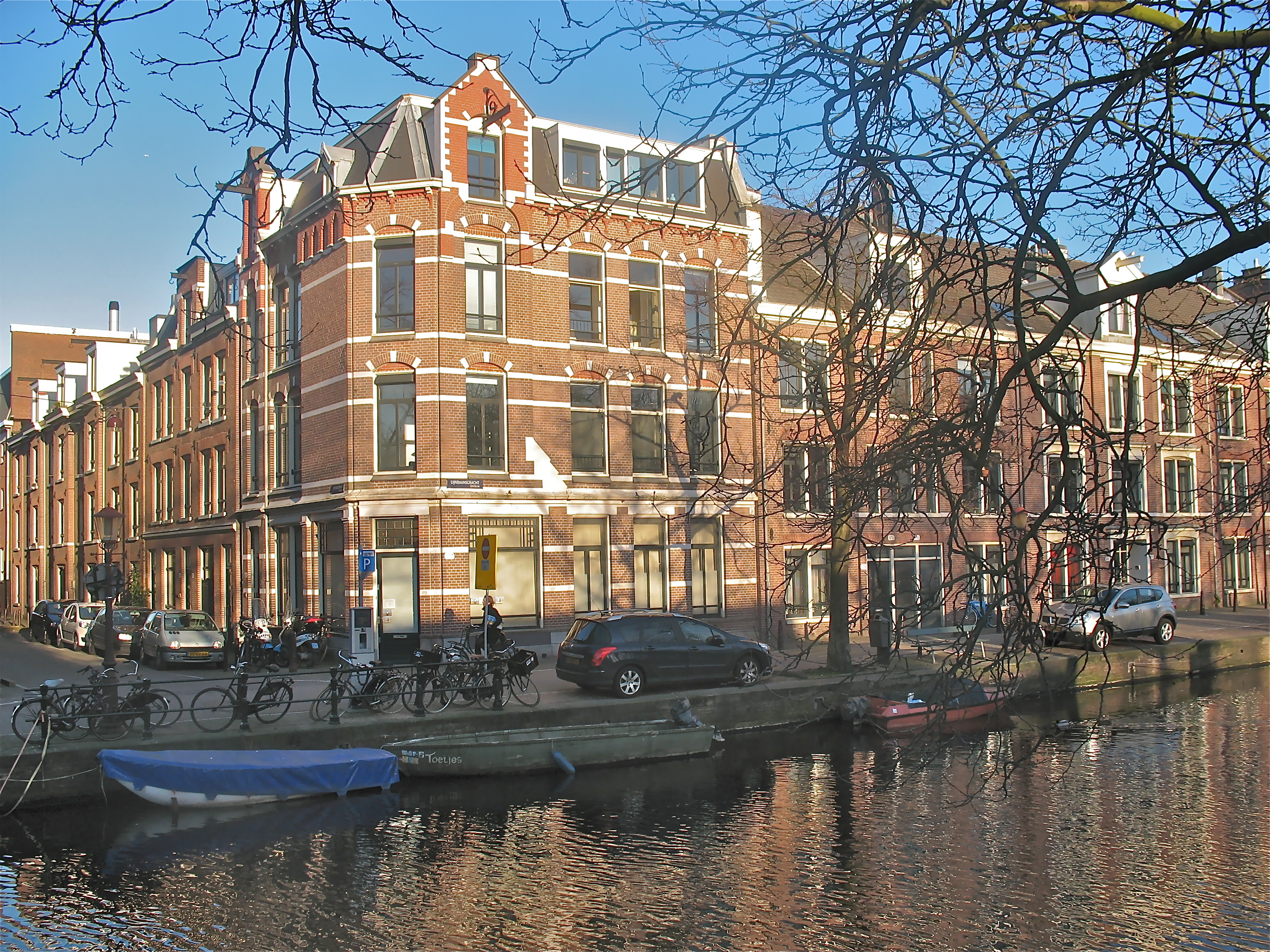
Bezit van Bouwmaatschappij Concordia hoek Elandsstraat / Lijnbaansgracht.

Op 14 september 1915 werd in Amsterdam deze 'Gemeentelijken Woningdienst' opgericht. Directe aanleiding was de Eerste Wereldoorlog, waardoor de bouw van woningen grote vertraging ondervond doordat de invoer van bouwmaterialen stagneerde. Het gemeentebestuur besloot daarom actief deel te gaan nemen aan de woningbouw. De Gemeentelijke Woningdienst kreeg opdracht zelf woningen te bouwen. Het eerste nieuwbouwproject van de Woningdienst was het complex noodwoningen Obelt in Amsterdam-Noord (dat aan het eind van de jaren twintig van de 20e eeuw alweer werd gesloopt).
De Woningdienst speelde een centrale rol bij alle grote Amsterdamse woningbouwplannen in de volgende decennia, regelmatig door zelf te bouwen, maar veel vaker door de regie te voeren over de woningbouwproductie van erkende woningbouwverenigingen zoals Rochdale, Eigen Haard en Zomers Buiten. Dit is bijvoorbeeld merkbaar bij de bouw van de nieuwe buurten en tuindorpen (Tuindorp Oostzaan, Tuindorp Nieuwendam, Tuindorp Buiksloterham, Tuindorp Buiksloot), de Van der Pekbuurt, Vogelbuurt, Vogeldorp en Disteldorp in Amsterdam-Noord, de Spaarndammerbuurt in Amsterdam-West, Plan West in de geannexeerde gemeente Sloten, de Diamantbuurt en Burgemeester Tellegenbuurt in De Nieuwe Pijp, en de Stadionbuurt, alle drie gelegen in Plan Zuid, Tuindorp Watergraafsmeer en de Transvaalbuurt in Amsterdam-Oost.
In de eerste decennia dat de Woningdienst bestond nam de omvang van zijn bezit al sterk toe door nieuwbouw (7000 verhuurbare eenheden (vhe)). In de praktijk nam de dienst ook regelmatig bezit over van particuliere beleggers of woningmaatschappijen (1300 vhe):
- in 1917 kwam het bezit van Bouwmaatschappij Concordia NV (anno 1864) in handen van de Gemeentelijke Woningdienst;
- in 1918 droeg de Vereeniging tot verbetering der Volkshuisvesting "De Arbeiderswoning" (anno 1906) haar bezit over aan de gemeente;
- in 1920 volgde de Maatschappij tot Huizenbouw benoorden het IJ NV (anno 1912);
- in 1921 volgde de Maatschappij voor Volkswoningen (anno 1893).

## Middenstandswoningen
Aan het begin van de jaren 20 werd de rijksvoorschotregeling voor de bouw van arbeiderswoningen door woningbouwverenigingen snel afgebouwd, ten gunste van bouw van middenstandswoningen door particulieren. Daardoor ging de Woningdienst ook particuliere bouwinitiatieven overnemen, doorgaans kleine middenstandswoningen van net na de Eerste Wereldoorlog. De woningen waren gebouwd nadat een premieregeling van kracht werd, waarbij het rijk een subsidie van maximaal 2500 euro (circa 20% van de bouwkosten) verschafte. Veel particulieren, veelal uit de bouwwereld, verenigden zich in vennootschappen om te kunnen bouwen en exploiteren. De rijkssteun bestond bovendien uit een hypothecaire lening, waarvoor de gemeente borg moest staan. Dat betekende dat de woningen in bezit van de gemeente zouden komen, als de eigenaar zijn betalingsverplichtingen niet meer zou nakomen en de gemeente zonder al te veel schade van haar garantstelling af wilde komen. Dit zou geregeld voorkomen, deels door onkunde van de nieuwe vastgoedeigenaren, deels de economische crisis die uitbrak na de beurskrach van 1929 (de Grote Depressie). Dat leidde tot nog meer leegstand van deze middenstandswoningen. Een groot aantal particuliere verhuurders kon rente en aflossing niet meer betalen, en de gemeente werd gedwongen hun vastgoed over te kopen. Enkele voorbeelden:

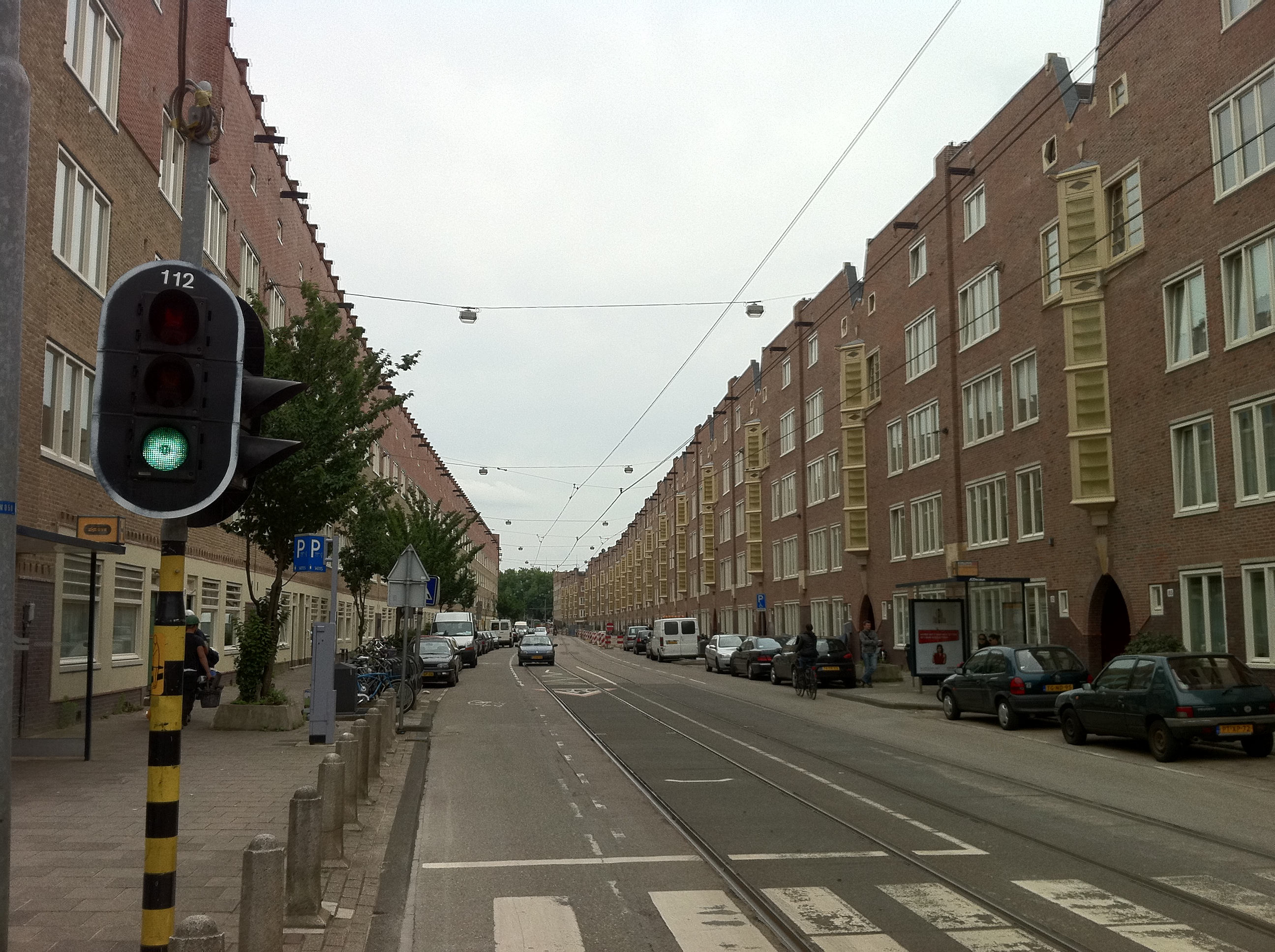
Witte de Withstraat, links het blok van de firma's van directeur 't Lam, rechts het blok waar Lobatto afstand van moest doen.

- De Dienst der Publieke Werken van de gemeente Amsterdam gaf in 1921 een flinke lap onteigende grond ten noordoosten van het Victorieplein in erfpacht uit aan Amstels Bouwvereniging, waarin 71 bouwondernemingen samenwerkten. Hier bouwden zij uiteindelijk 1739 kleine en gebrekkige middenstandswoningen met een huur tussen de 11 en 20 gulden per week. In 1925 werden de woningen voltooid, maar 16 participanten konden meteen al hun verplichtingen niet nakomen, en de gemeente kocht daarop hun bezit. Op deze wijze verkreeg de Woningdienst aanzienlijk bezit in de Rivierenbuurt, ten oosten van de Rijnstraat en ten noorden van de huidige Vrijheidslaan.
- in 1925 kwam het blok in de Witte de Withstraat 40 t/m 94 (tezamen 99 nieuwbouwwoningen en 5 winkelruimtes) in de Chassébuurt van de vennootschappen Fronton, Nieuw-Amsterdam en De Genestet, allen geleid door directeur P.H. 't Lam, via executoriale verkoop in bezit van de gemeente.
- Particulier verhuurder J. Lobatto Rzn., die het woningblok ertegenover in bezit had in de Witte de Withstraat, raakte in 1926 zijn 179 woningen en 5 bedrijfsruimtes uit 1923 kwijt aan de gemeente.
- 34 woningen uit 1916 aan de Generaal Vetterstraat van de erfgenamen van fabrikant J.A. de Waal kwamen in 1928 in handen van de gemeente Amsterdam voor fl. 400.000,--, nadat een forse betalingsachterstand was ontstaan in rente en aflossing.

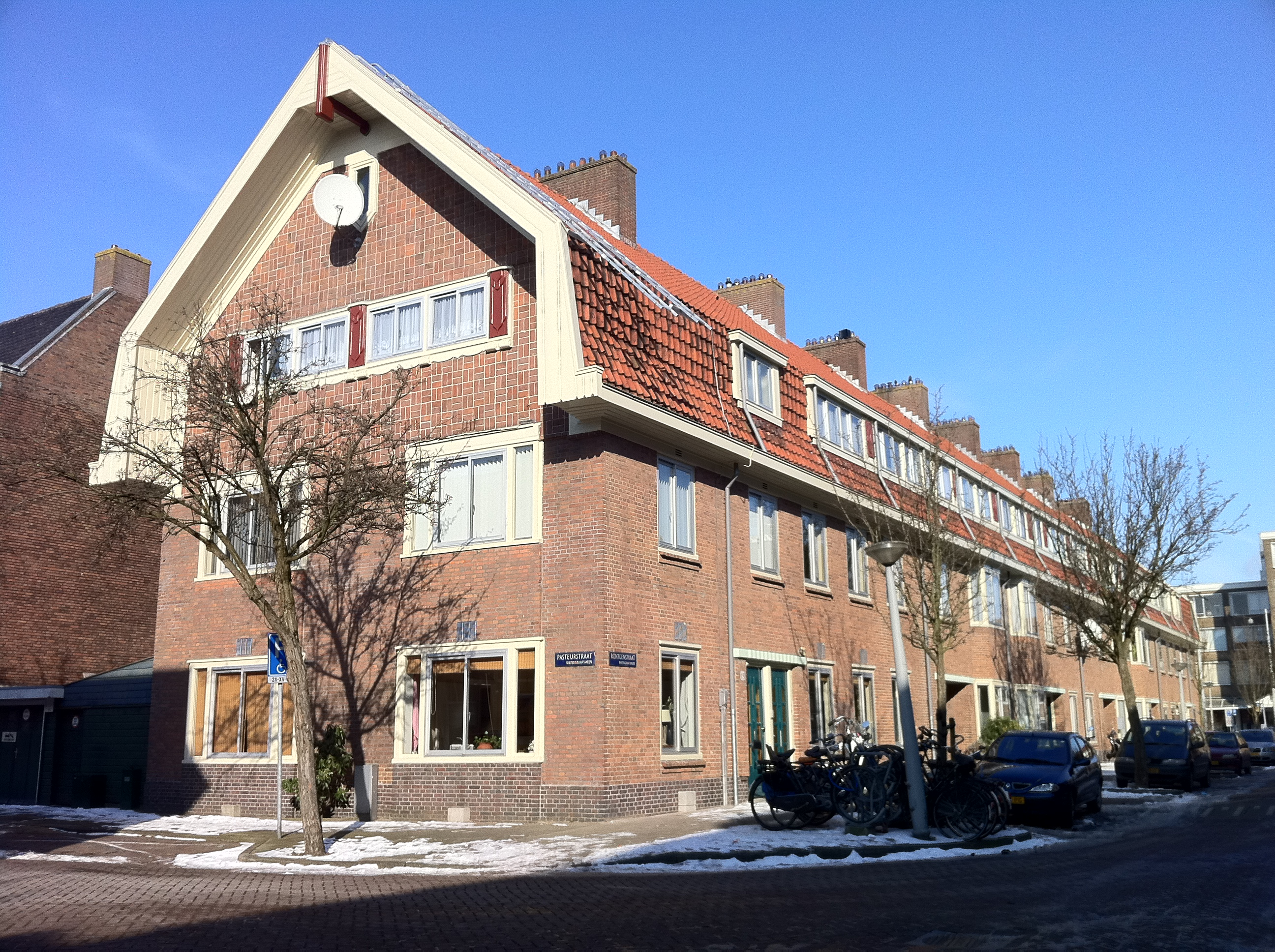
Middenstandswoningen Röntgenstraat in Amsterdam-Oost.

- 104 woningen in de Watergraafsmeer ontworpen door architect Jan Gratama werden in 1932 overgenomen van de Coöperatieve Woningbouwvereniging "Watergraafsmeer". Het ging om 81 woningen van een uitbreidingsplan rond de Simon Stevinstraat en Willem Beukelsstraat, een wijkje dat in 1923 was ontworpen en gebouwd, en 33 woningen in een complex, gebouwd in de periode 1922-1924 omsloten door de Middenweg, Van 't Hofflaan, Pasteurstraat en Röntgenstraat. De woningen kampten met vochtproblemen en leegstand. Het bestuur was na tegenvallers en verlieslatende jaren niet bereid om overeenkomsten met de gemeente voor hypothecaire geldleningen en erfpachtovereenkomsten te tekenen, en droeg het bezit over aan de gemeente.
- Na het faillissement van de rederij Koninklijke Hollandsche Lloyd kwamen het Lloyd-hotel en de omliggende woningen aan de Oostelijke Handelskade in handen van de gemeente Amsterdam, die het hotel doorverkocht en de woningen in beheer bracht bij de gemeentelijke woningdienst.

In totaal kocht de gemeente in de periode tussen beide wereldoorlogen circa 1000 middenstandswoningen van particuliere aannemers en verhuurders in financiële problemen.

## Taken

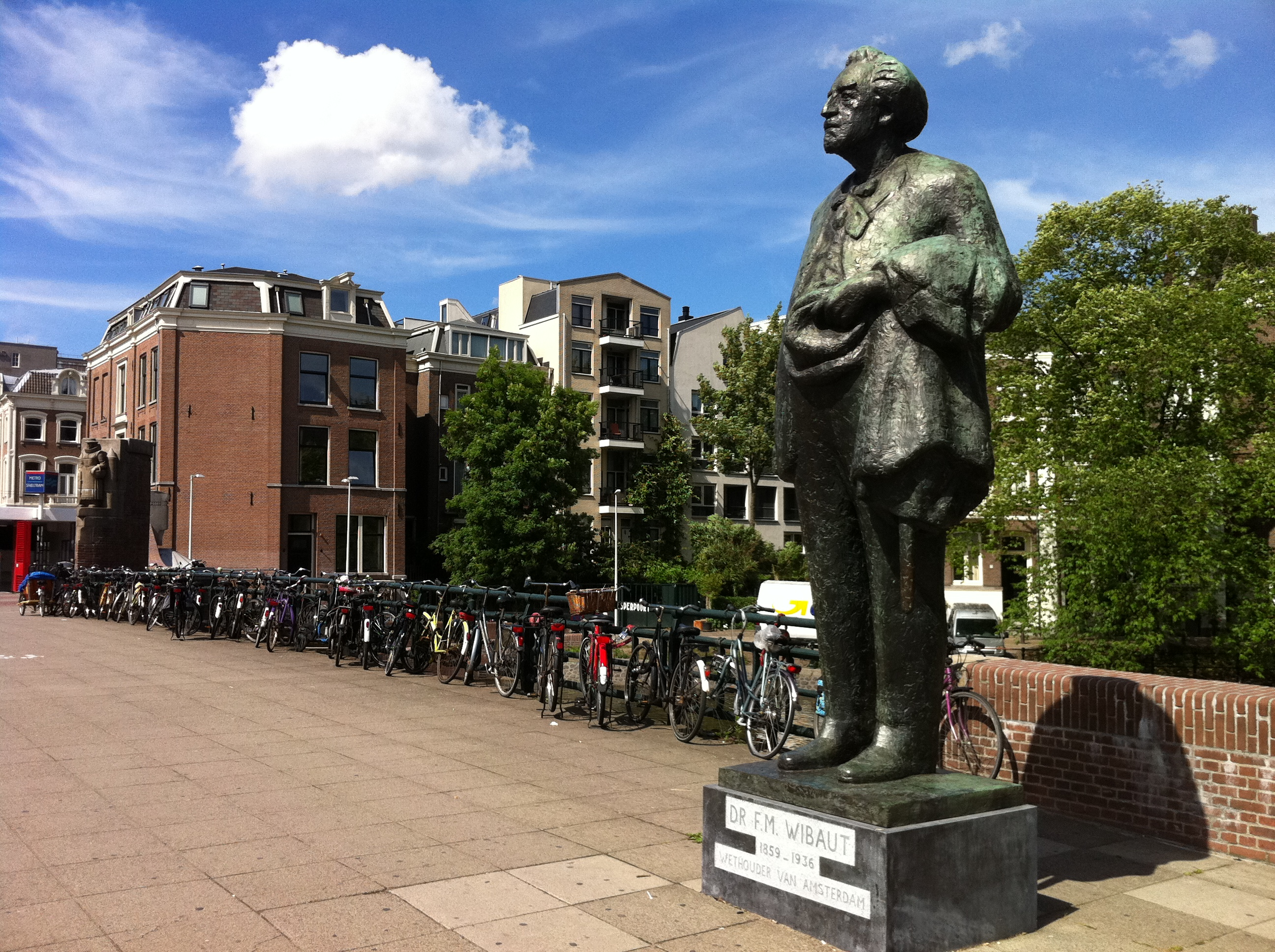
Beeld van Floor Wibaut aan de naar hem genoemde Wibautstraat in Amsterdam, nadat het is verplaatst richting Rhijnspoorplein.

In 1931 stelde de gemeenteraad een nieuwe verordening vast, die in de plaats kwam van de Verordening regelende den Gemeentelijken Woningdienst uit het oprichtingsbesluit van 21 juli 1915. Volgens de nieuwe "Verordening op den Gemeentelijken Woningdienst' waren diens taken:
- Voorbereiding en uitvoering van de bouw van woningen door de gemeente en het beheer daarvan;
- Voorbereiding van de bouw van woningen door natuurlijke en rechtspersonen en andere lichamen, werkzaam in het belang van de volkshuisvesting, welke geschiedt met financiële steun of onder financiële verantwoordelijkheid van rijk en/of gemeente;
- Het beheer van andere dan door de gemeente gebouwde woningen voor zover dit niet bij besluit van Burgemeester en Wethouders aan het Gemeentelijk Grondbedrijf is opgedragen;
- Toezicht op woningbouw met financiële steun van de overheid uitgevoerd door derden;
- De behandeling van onbewoonbaarverklaringen;
- Het verstrekken van het middel tot onteigening aan het Gemeentelijk Grondbedrijf;
- Het bijhouden van de woningstatistiek en de woningbeurs.

## Woonscholen

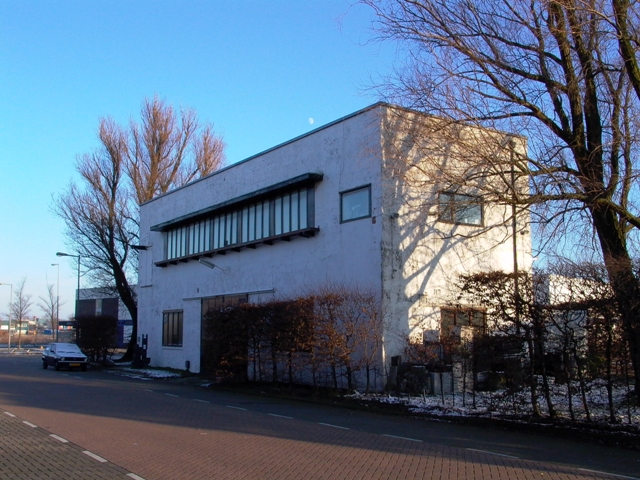
Het grondig verbouwde poortgebouw aan de Asterdwarsweg van de afgebroken woonschool Asterdorp in Amsterdam

Een andere vroege taak voor de Woningdienst van de gemeente Amsterdam die niet meer expliciet in de verordening werd genoemd, was het huisvesten van maatschappelijk onaangepasten, of asociale gezinnen. Sinds de Woningwet gemeentebesturen ook de bevoegdheid gaf om krotten onbewoonbaar te verklaren en te ontruimen, liep men op tegen onaangepaste lieden en gezinnen die men niet ontwikkeld genoeg achtte om in de nieuwe huizen terecht te komen. Hun wangedrag wilde men niet belonen met een nieuw huis, voordat ze hun leven gebeterd hadden. Deze groep mensen werd destijds 'de onmaatschappelijke' genoemd.
In 1914 besloot de gemeente Amsterdam de verkrotte binnenstad te saneren en 3500 goedkope gemeentewoningen te bouwen. De nieuwe woningzoekenden werden onderscheiden in 'nette' gezinnen voor de nieuwbouwwoningen en 'ontoelaatbare' gezinnen die niet in de 'normale' buurten mochten worden geplaatst. Bij 'ontoelaatbaar' ging het om gezinnen die hun woning verwaarloosden, (bijna) nooit huur betaalden en door wangedrag overlast veroorzaakten bij buren. Dit 'ontoelaatbaar', 'onmaatschappelijk' en 'asociaal' gedrag trof men veelvuldig aan in kringen van laaggeschoolden.
Stadsvernieuwingsprojecten waren erop gericht om de achterstandswijken leefbaar te maken en daarmee terug te geven aan de 'beschaafde' samenleving. Heropvoeding van de 'asocialen' in de daarvoor opgezette woonscholen maakte naast stadsvernieuwing deel uit van de aanpak van ongewenste toestanden in arbeidersbuurten. Elders in binnen- en buitenland werden speciale complexen opgericht om deze mensen tijdelijk te huisvesten en ze gewenst woongedrag aan te leren door woonopzichteressen. De voorkeur ging doorgaans uit naar afgelegen complexen of gemeenschappen buiten de stad. Dit werd een woonschool genoemd.
De Woningdienst bouwde in Amsterdam-Noord twee dorpen voor asociale gezinnen: Zeeburgerdorp en Asterdorp:
- Zeeburgerdorp: Dit Tydelyk tehuis voor gezinnen bestond vanaf 1918 uit houten barakken en vanaf 1927 uit twee rijen met 56 kleine betonnen huisjes, gelegen langs de Nieuwe Vaart en het Lozingskanaal in Amsterdam-Oost. In het dorp bracht een woonopzichteres de bewoners de beginselen van goed wonen bij. De enige toegang werd gecontroleerd. Er was een badgelegenheid en er waren washokken en clublokalen. Huizen waren zo gemaakt dat optimale sociale controle mogelijk was. In 1944 werden de woningen op last van de Duitse bezetter afgebroken; de bewoners werden naar Uilenburg verhuisd (naar de woningen van het opgeheven joodse Bouwfonds Handwerkers Vriendenkring). Het Zeeburgerpad herinnert nog aan de locatie van het dorp.
- Asterdorp: een dorp van 131 woningen in Amsterdam Noord voor ontoelaatbare gezinnen, gebouwd in 1927. Om het dorp stond een muur met slechts één poort, dit om het toezicht door de woonopzichteres te vergemakkelijken. In 1932 werd er op verzoek van de bewoners een tweede ingang gemaakt aan de Asterweg en kregen de straatjes ook namen en huisnummers. In 1940 vertrokken de oorspronkelijke bewoners, veelal naar Floradorp en werden na een opknapbeurt Rotterdammers in Asterdorp gehuisvest die tijdens het bombardement hun huis kwijt waren geraakt. Asterdorp werd in 1955 afgebroken; alleen een poortgebouw is bewaard gebleven.

## Verdere uitbreiding

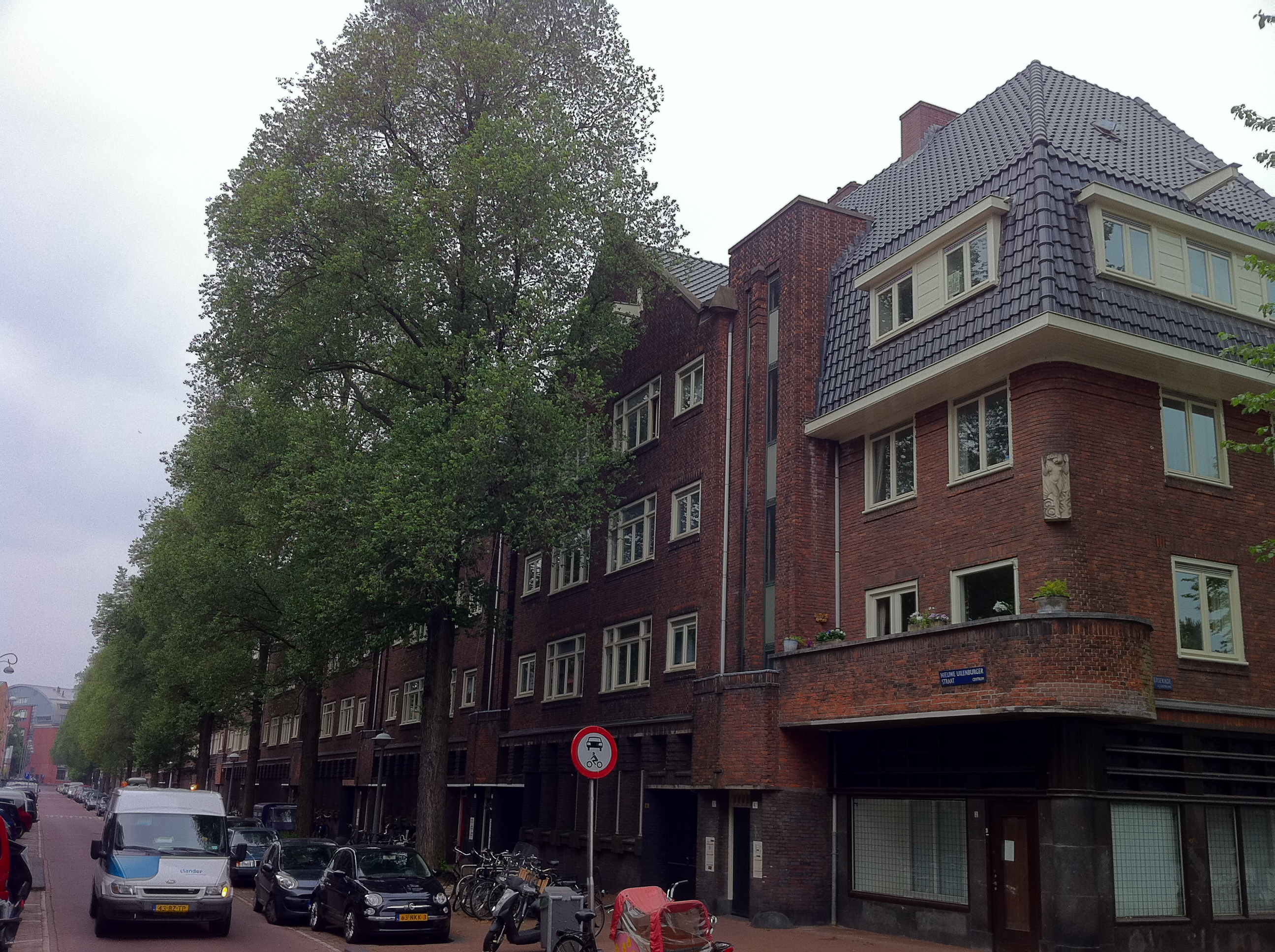
Nieuwe Uilenburgerstraat, gebouwd voor het Bouwfonds Handwerkers Vriendenkring.

Tijdens en na de Tweede Wereldoorlog nam de Gemeentelijke Woningdienst nog meer woningbezit van anderen over:
- in 1942 hield het Bouwfonds Handwerkers Vriendenkring (anno 1912) op te bestaan, als gevolg van anti-joodse maatregelen tijdens de bezetting. Alle bezit kwam in handen van de gemeente;
- in 1950 kwamen de 25 woningen van het Aangroeiend Fonds tot Verbetering der Volkshuisvesting (anno 1893) om niet in handen van de stadsbestuurders;
- in 1950 verkocht ook de Woningmaatschappij Oud-Amsterdam NV (anno 1898) alle bezit aan de gemeente;
- in 1958 nam de Woningdienst 7 blokken van vier woningen aan de Osdorperweg (28 woningen) over van de Osdorper vereniging Concordia Inter Nos.

Na de Tweede Wereldoorlog was de woningnood hoog. Grote woningbouwplannen werden uitgevoerd in alle windhoeken van Amsterdam. De gemeenteraad had in de jaren 30 al een Algemeen Uitbreidingsplan vastgesteld, dat moest voorzien in de bouwbehoefte van de gemeente Amsterdam tot het jaar 2000. Onder invloed van de tuinstadgedachte ontstond de wijkgedachte. Vanuit deze stedenbouwkundige visie moest er huisvesting worden gebouwd voor circa 290.000 Amsterdammers, zo was de inschatting van de toekomstige woningbehoefte. Tussen 1946 en 1960 bouwden de gezamenlijke Amsterdamse woningcorporaties, daarin begeleid door de Woningdienst, zo'n 32.000 woningen. Die sociale woningbouw verrees bijvoorbeeld in nieuwe wijken zoals Bos en Lommer, Slotermeer, Slotervaart, Geuzenveld, Overtoomse Veld, Osdorp, Buitenveldert en de Watergraafsmeer. Zelf nam de gemeente zo'n 10% van de gezamenlijke bouwopgave voor haar rekening.

## Bekende architecten
De Woningdienst had voor de eigen bouwopgave architecten in dienst die aan het einde van hun carrière met hun bouwkundig repertoire een zekere bekendheid hebben verworven. Enkele bekende namen zijn Berend Tobia Boeyinga en Frans van Gool.

## Nieuwe naam en privatisering

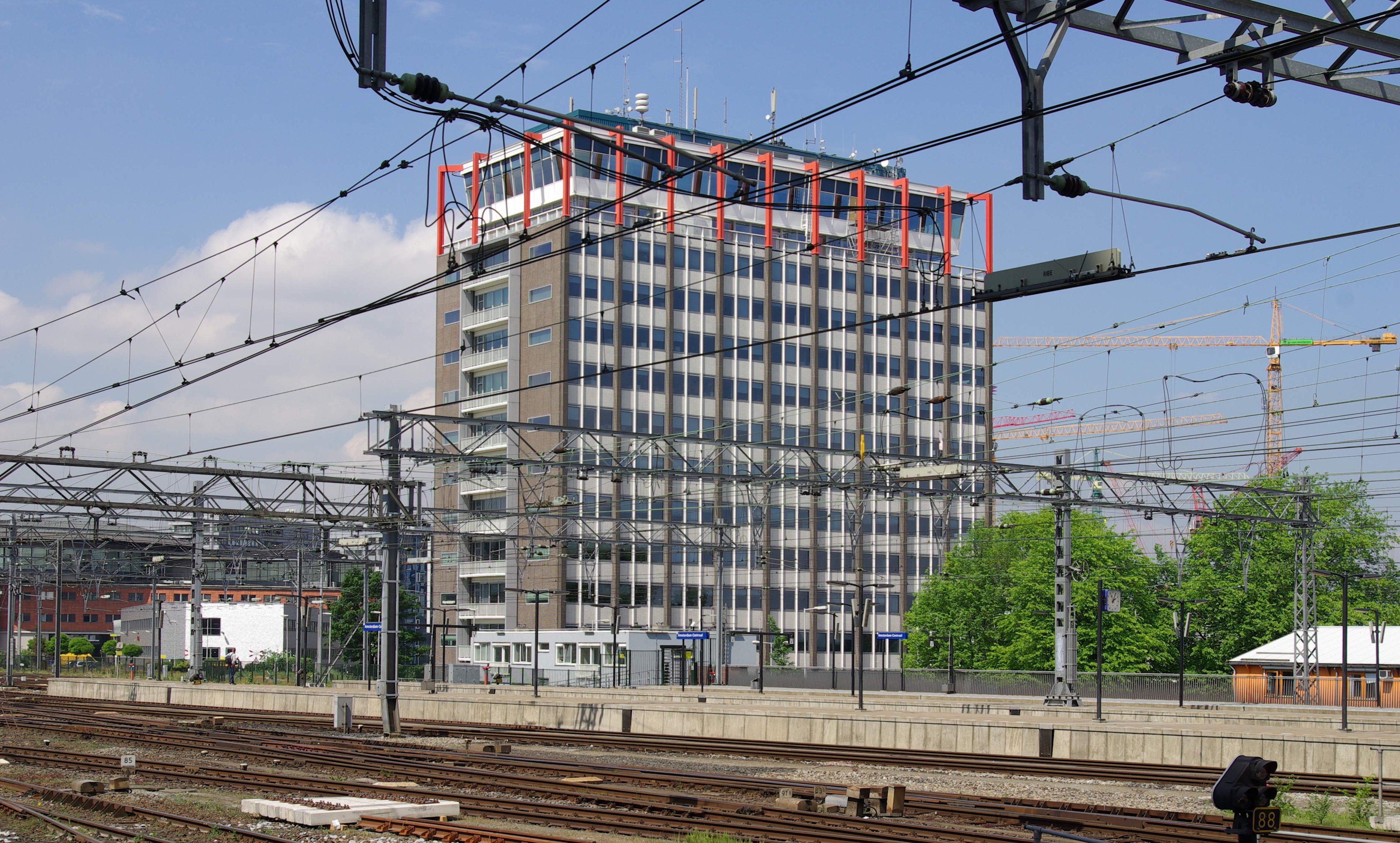
Het Woningbedrijf Amsterdam was gevestigd in het Havengebouw van Amsterdam, ontworpen door Willem Dudok

In 1965 werd de Gemeentelijke Woningdienst, tegelijk met de verhuizing naar het Wibauthuis, omgedoopt in Gemeentelijke Dienst Volkshuisvesting, waar de bouw en het beheer van de gemeentewoningen in handen kwam van het dienstonderdeel Gemeentelijk Woningbedrijf Amsterdam. Het Gemeentelijk Woningbedrijf werd in 1994 geprivatiseerd in de Stichting Het Woningbedrijf Amsterdam. In het eerste decennium van de 21e eeuw fuseerde deze stichting met woningcorporaties in Almere, Amsterdam, Haarlem en Haarlemmermeer tot de huidige Stichting Ymere, waardoor de grootste woningcorporatie van Nederland ontstond.